# Walter Scheffler

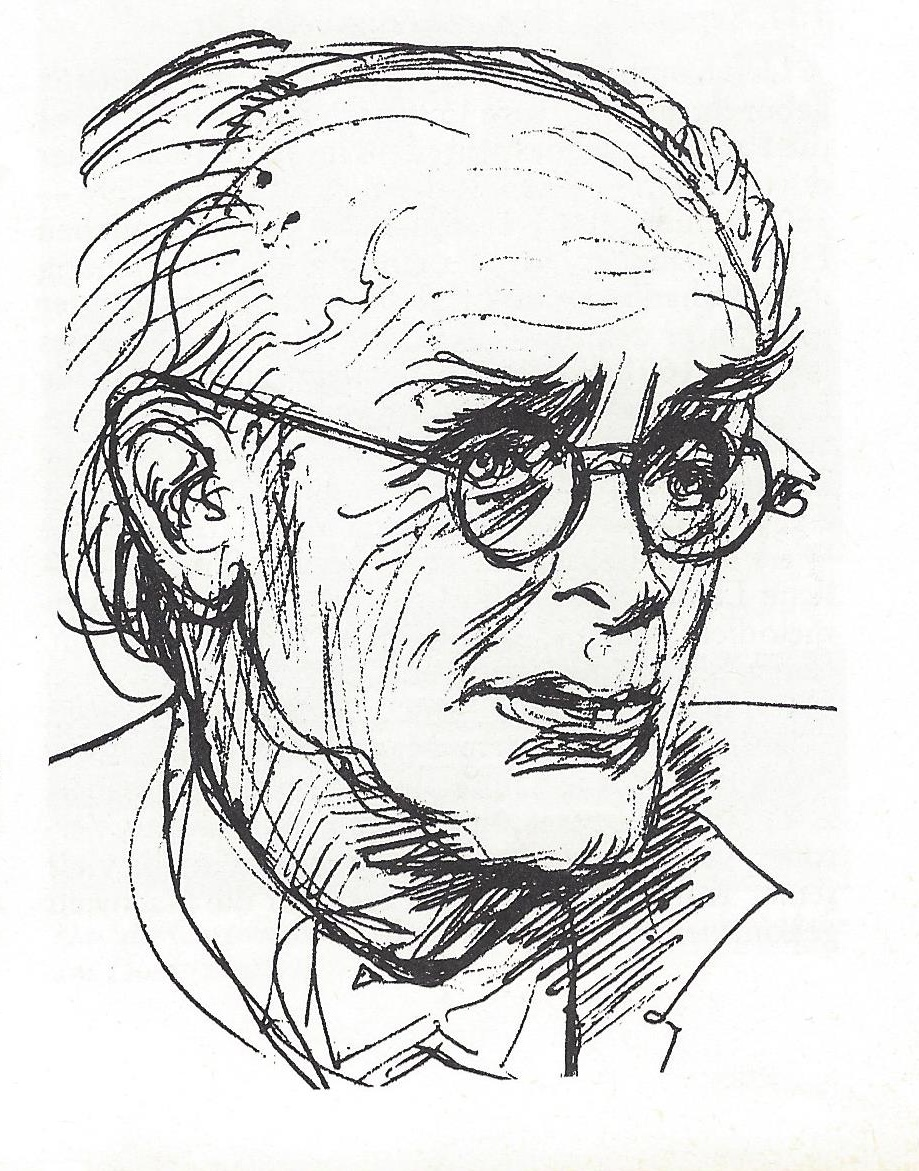
Walter Scheffler (Emil Stumpp)

Walter Scheffler alias Walter von der Laak (* 16. September 1880 in Königsberg i. Pr.; † 17. April 1964 in Hamburg) war ein tauber deutscher Buchbinder und Lyriker. Sein Pseudonym bezog sich auf die Laak (Königsberg), das Arbeiterviertel seiner Heimatstadt.

## Leben
Als Sohn eines Schneiders in ärmliche Verhältnisse geboren, wollte Scheffler Musiker werden. Nachdem er jedoch als 16-Jähriger beim Eislauf gestürzt war und sich eine Meningitis zugezogen hatte, ertaubte er. Er machte eine Buchbinderlehre. Ferdinand Avenarius ermunterte ihn zum Schreiben. Im Ersten Weltkrieg fand er eine feste Anstellung bei der Königsberger Magistratskanzlei. Die Sammlung »Mein Lied« wurde von Fritz Brachaus lithografiert und von Scheffler selbst gebunden und vertrieben. Als Konrad Adenauer zur Königsberger Kant-Feier (1924) kam, besuchte er Scheffler in seiner Hinterhauswohnung und kaufte ein Exemplar. Hans Lohmeyer, Königsbergs Oberbürgermeister, setzte sich für Scheffler ein.
Scheffler schrieb viel in Zeitschriften für Gehörlose. Er pflegte Freundschaften mit vielen ostpreußischen Künstlern, unter anderem mit Eduard Bischoff, Emil Stumpp und Kurt Bernecker, die seine Bücher illustrierten. Auch Agnes Miegel stand ihm nahe. Sie trafen sich in seinem „Sommerhaus“ – einem ausrangierten Eisenbahnwagen in Rantau an der Nordküste des Samlands. Als Scheffler 1940 beim 60. Geburtstag geehrt und mit Zuwendungen bedacht worden war, konnte er sich einen Kleingarten leisten, in dem er Kopskiekelwein herstellte. Den Garten zu einer neuen Kürbishütte zu machen, verhinderten die Umstände im Zweiten Weltkrieg. Den nationalsozialistischen Kampfliedern begegnete er mit sarkastischen Spottversen. Als die Ostpreußische Operation (1945) begonnen hatte, entkam er mit Agnes Miegel und seiner Freundin Erna Klein im Unternehmen Hannibal über die Ostsee. Drei Jahre verbrachte er im dänischen Flüchtlingslager Oksbøl. Dort schrieb er die »Gesänge hinterm Stacheldraht«. Bei seiner Trauung war Agnes Miegel Trauzeugin. Erna Scheffler starb im Lager.
Der Wind (1948)
Wohin er soll, weiß nimmer hier der Wind,
Tanzt bald nach Osten hin und bald nach Westen –
Er gleicht uns herwehten bangen Gästen,
Wir wissen nicht, wo wir zu Hause sind.
Und wie er ratlos irrt um’s Sandgespreit,
Als such’ er etwas, das verloren,
Und stöhnt und weint, – singt er für vieler Ohren
Das wehe Lied der Heimatlosigkeit.
1948 zog er zu seiner inzwischen verwitweten Nichte, die in Dithmarschen eine Notwohnung gefunden hatte. Nachdem er einige Zeit in einem Altenheim der Bodelschwinghschen Stiftungen Bethel zugebracht hatte, zog er – zum dritten Mal – zu seiner in Hamburg ansässig gewordenen Nichte. Vor allem über das Ostpreußenblatt konnte er hier die Verbindung zu vertriebenen Landsleuten aufnehmen. Neben Agnes Miegel war er Ehrengast aller großen Bundestreffen der Landsmannschaft Ostpreußen, die ihm zu seinem 80. Geburtstag durch Erich Grimoni ihren Kulturpreis verlieh. 1964 kam Scheffler noch zu Agnes Miegels 85. Geburtstag nach Bad Nenndorf.

„Die Kindheitserinnerungen sind mit so großer Kunst erzählt. Der ostpreußische Mensch, der Königsberger lebt in ihnen so wahrheitsgetreu, mit so viel Liebe, dabei ganz ohne Beschönigung gesehen. Was mich besonders bewegt, ist die tiefe Lebensweisheit, das gelassene, nicht mehr hadernde, zu leisem Humor verklärte Überblicken des eigenen harten Lebens und schweren Schicksals.“

## Werke
- Walter von der Laak, Autobiographie
- Walters Lehrjahre, Königsberg 1943 (Feldpostausgabe)
- Mein Lied, Gedicht, 1921
- Mein Königsberg, Gedicht[3]
- Helle Wege, Gedicht, 1925

## Ehrungen
- Kulturpreis der Landsmannschaft Ostpreußen (1960)